# جمعية علم الحيوان في لندن

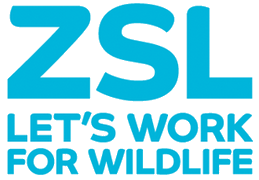
شعار جمعية علم الحيوان في لندن.

جمعية الحيوان في لندن (بالإنجليزية:Zoological Society of London) هي جمعية خيرية تأسست في عام 1826 وهي مختصصة في الحفاظ على الحيوانات في جميع أنحاء العالم ومواطنها.

## روابط خارجية
- الموقع الرسمي